# Sonja Ferlov Mancoba
Sonja Ferlov Mancoba (* 1. November 1911 in Kopenhagen; † 17. Dezember 1984 in Paris) war eine dänische Malerin und Bildhauerin. Sie lebte und arbeitete in Kopenhagen und Paris.

## Leben und Werk
Sonja Ferlov Mancoba studierte Malerei bei Bizzie Høyer (1888–1971) an der Kunsthåndværkerskolen in Kopenhagen. Sie setzte bei Aksel Jørgensen (1983–1957) ihr Studium an der Königlich Dänischen Kunstakademie in Kopenhagen fort. Während ihrer Studienzeit lernte sie 1931 Ejler Bille, Richard Mortensen und Gertrud Vasegaard kennen.
1935 begann Sonja Ferlov Mancoba sich für Skulptur zu interessieren und nahm an ihrer ersten Ausstellung „Den surrealistiske Udstilling“ in Odense teil. Im folgenden Jahr reiste sie nach Paris und bezog ein Atelier im selben Gebäude wie Alberto Giacometti, mit dem sie sich anfreundete. 1938 lernte sie den südafrikanischen Bildhauer Ernest Mancoba kennen und heiratete ihn 1940. Sie studierte an der École nationale supérieure des beaux-arts de Paris. In vielen Zusammenhängen trat sie mit der Künstlergruppe CoBrA in Erscheinung, nahm aber nicht an deren Gemeinschaftsausstellungen teil. Sie war Mitglied der Künstlergruppen Linien und Høst.
Die Eltern von Ferlov Mancoba waren befreundet mit Carl Kjersmeir, der eine Sammlung von mehr als 1500 afrikanischen Figuren und Masken besaß. Sonja Ferlov machte Asger Jorn und andere Künstler aus ihrem Umfeld mit Carl Kjersmeir und seiner Sammlung bekannt.
Die Skulpturen von Ferlov Mancoba sind sehr eigenständig, aus Ton und Gips gefertigt und inspiriert von afrikanischen und mexikanischen Figuren und Masken, die sie seit ihren Kindertagen kannte.

## Gruppenausstellungen (Auswahl)
- 1966: Cobra 1948–51, Museum Boijmans Van Beuningen, Rotterdam[4]
- 1998: Cobra, Arken, Kopenhagen
- 2012: Confiance, Carl-Henning Pedersen & Else Alfelt Museum, Herning
- 2025: In Her Hands, Bucerius Kunst Forum, Hamburg